# David Asensio López
David Asensio López (Usurbil, 30 de maig de 1980) és un exfutbolista professional basc, que ocupava la posició de davanter.

## Trajectòria
Després de passar per l'Antiguoko i pel CD Baskonia, a la campanya 99/00 fa el doble debut a l'Athletic de Bilbao B i al primer equip, tot jugant contra l'Atlètic de Madrid a la màxima categoria. A la temporada següent també juga amb el filial i apareix en un encontre de Primera.
Sense continuïtat a l'Athletic Club, la temporada 01/02 marxa al CF Extremadura, amb qui juga 13 partits i baixa a Segona B. Per a l'any següent, recala a l'Alacant CF. Durant tres temporades hi militaria a l'equip valencià, sent una de les peces clau en la davantera alacantina.
L'estiu del 2005 retorna a la Segona Divisió, ara a la SD Eibar, amb qui viurà primer un descens a Segona B, i després el retorn a la categoria d'argent. La temporada 07/08 viu un altre descens, ara amb el Palencia CF a Tercera Divisió. L'estiu del 2009 fitxa per la SD Beasain, també de Tercera.